# St. Petersburger Straße
Die St. Petersburger Straße ist ein Teilstück der Bundesstraße 170 in Dresden und verbindet die über die Elbe führende Carolabrücke mit dem Dresdner Hauptbahnhof. Sie durchquert die Stadtteile Pirnaische Vorstadt und Seevorstadt und verknüpft einige wichtige Verkehrsknotenpunkte wie Pirnaischen Platz und Georgplatz. Teile der St. Petersburger Straße gehören zu den Straßenabschnitten mit dem höchsten Aufkommen an Kraftfahrzeugen in Dresden.

## Lage und Verlauf

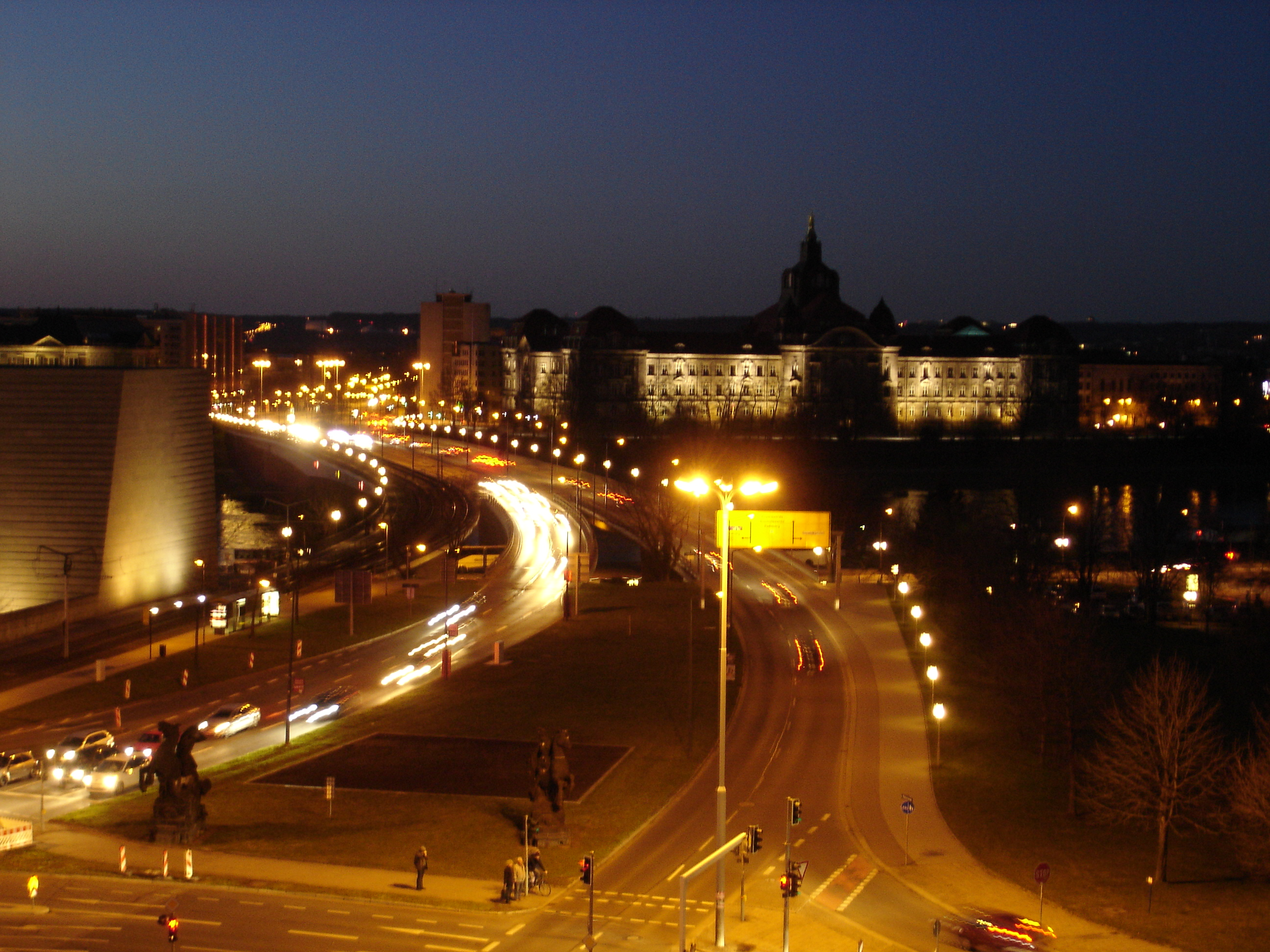
Am Rathenauplatz gehen St. Petersburger Straße und die nach der Carolabrücke benannte Brückenzufahrt ineinander über.

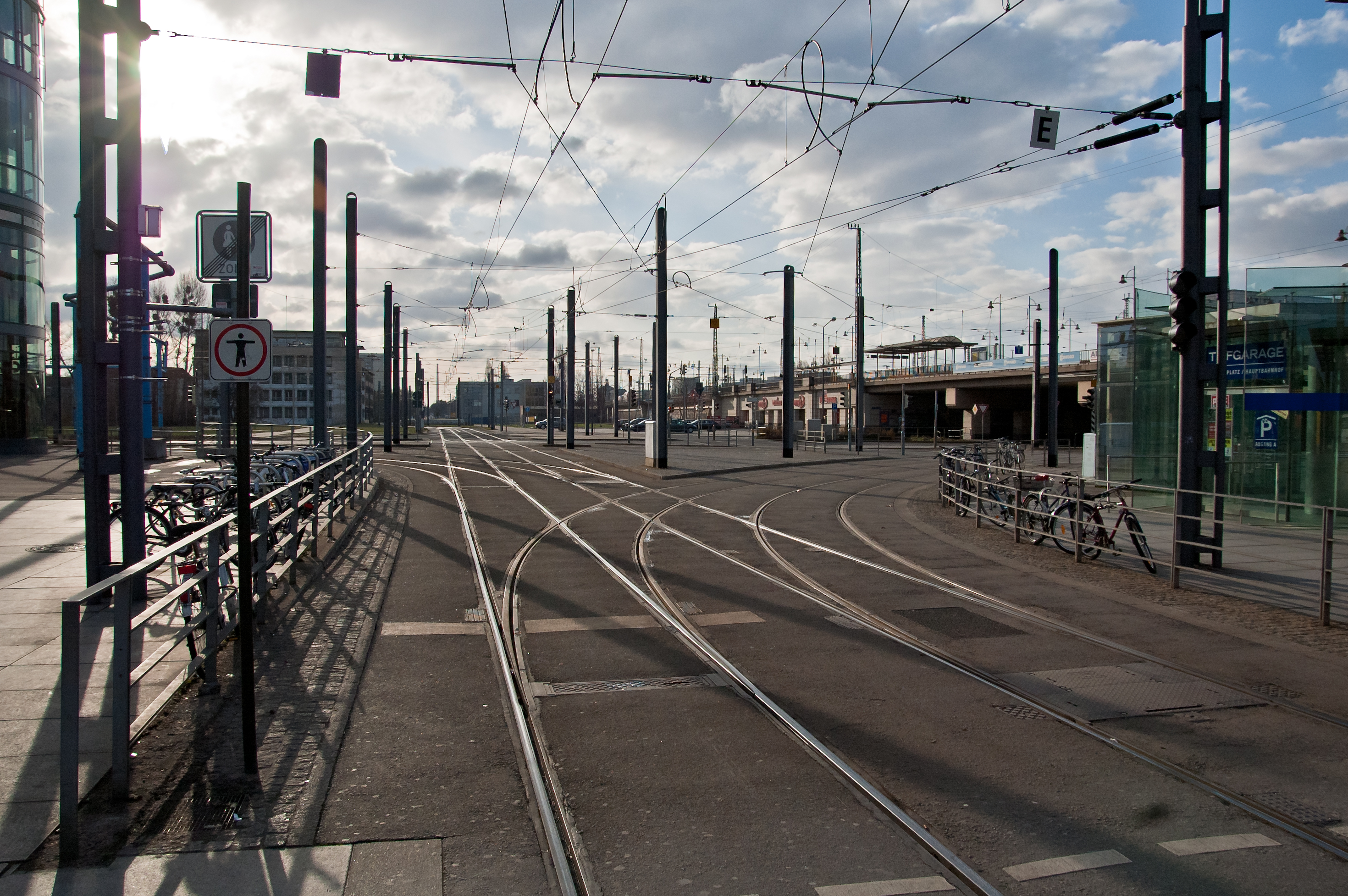
Straßenbahnknoten am Wiener Platz, hier endet die Straße.

Die St. Petersburger Straße ist Teil einer wichtigen Nord-Süd-Achse zwischen den Stadtteilen Weixdorf und Klotzsche (mit Bundesautobahn 4 und Flughafen Dresden) im Norden, der Albertstadt, der Neustadt, Inneren Altstadt und Pirnaischen Vorstadt sowie der Südvorstadt bis zur Bundesautobahn 17 und der Verbindung ins Osterzgebirge um Dippoldiswalde und Altenberg. Die St. Petersburger Straße ist etwa 1,6 Kilometer lang und bildet auf dem Abschnitt zwischen dem Rathenauplatz und dem Georgplatz die Grenze zwischen der Pirnaischen Vorstadt und der Inneren Altstadt. Anschließend durchquert sie die östliche Seevorstadt. Innerhalb der Gliederung Dresdens nach Gemarkungen befindet sich die Straße komplett in der Gemarkung Altstadt I.
Ihren Beginn nimmt die St. Petersburger Straße kurz nach der meistgenutzten innerstädtischen Elbquerung Dresdens, der Carolabrücke, am Rathenauplatz. Die von der Brücke zum Rathenauplatz führende, ebenfalls Carolabrücke benannte Verbindungsstraße beschreibt zunächst einen Bogen nach Südwesten und verläuft dann in dieser Richtung fort. Direkt nach der Carolabrücke weitet sich der Straßenquerschnitt auf und erreicht am Rathenauplatz eine Breite von etwa 55 Metern. Auf dem Teilstück der nun beginnenden St. Petersburger Straße zum Pirnaischen Platz hin bleibt dieser für eine Innerortsstraße enorme Querschnitt mit einem Mittelstreifen von 35 Metern Breite bestehen. Der Mittelstreifen ist mit vier Baumreihen bepflanzt, aber sonst nicht durch Wege erschlossen.
Am Pirnaischen Platz kreuzt sich die St. Petersburger Straße mit der Wilsdruffer Straße Richtung Altmarkt und Postplatz und der Grunaer Straße in Richtung des Großen Gartens. Danach folgt ein weiterer breit ausgebauter Abschnitt zum weitläufigen Georgplatz, der den Straßenzug um Dr.-Külz-Ring und Waisenhausstraße (aus Richtung Budapester Straße und Dippoldiswalder Platz kommend) mit der Bürgerwiese nach Strehlen verbindet.
Am Georgplatz macht die St. Petersburger Straße von Norden aus gesehen einen kurzen Rechtsschwenk und läuft dann spitz zur Prager Straße in Richtung Wiener Platz. Der Straßenquerschnitt verringert sich am Südende des Georgplatzes rasch auf rund 30 Meter, da der Mittelstreifen ab dort nur noch etwa drei Meter breit ist. Nach Südosten zweigt noch die Sidonienstraße als Anbindung des Tunnels Wiener Platz ab, bevor die St. Petersburger Straße am Wiener Platz gemeinsam mit der Prager Straße in die Straße Am Hauptbahnhof übergeht, die sich im Süden dann als Fritz-Löffler-Straße fortsetzt.

## Geschichte

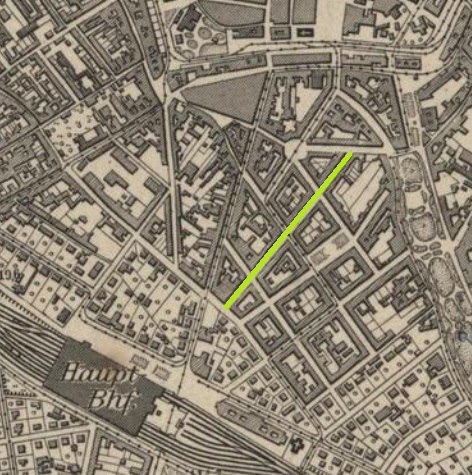
Die Christianstraße (grün) und Umgebung auf einem Stadtplan von 1904

Erste Pläne zur Schaffung einer östlich zur Prager Straße gelegenen Entlastungsverbindung zwischen Hauptbahnhof und Georgplatz gab es bereits in den 1930er Jahren unter dem Dresdner Stadtbaurat Paul Wolf. Vor 1945 existierte auf dem Gebiet der jetzigen Straße keine durchgehende Verbindung dieser zwei Punkte, lediglich die Christianstraße ähnelte mit ihrem damaligen Verlauf der heutigen St. Petersburger Straße auf diesem Abschnitt. Sie begann an der Sidonienstraße und endete an der Ferdinandstraße, die wiederum an die Bürgerwiese, aber nicht direkt an den Georgplatz angebunden war. Der Hauptverkehr lief vom Bahnhof aus über die Prager Straße und von dort auf dem Ring um die Dresdner Innenstadt weiter zum Georgplatz.
Der nördliche Teil der St. Petersburger Straße war vor 1945 schon Teil des Rings, bestehend in diesem östlichen Abschnitt aus Maximilians- und Moritzring. Wolfs Innenstadtplan von 1938 sah vor, diesen Teil des Rings in die neue und nach den politisch bevorzugten Städtebauansichten dieser Zeit gestaltete Nord-Süd-Verbindung mit einzubeziehen und damit den Verkehr aus der südlichen Innenstadt zu verlagern. Zur Realisierung kamen diese Entwürfe jedoch nie.

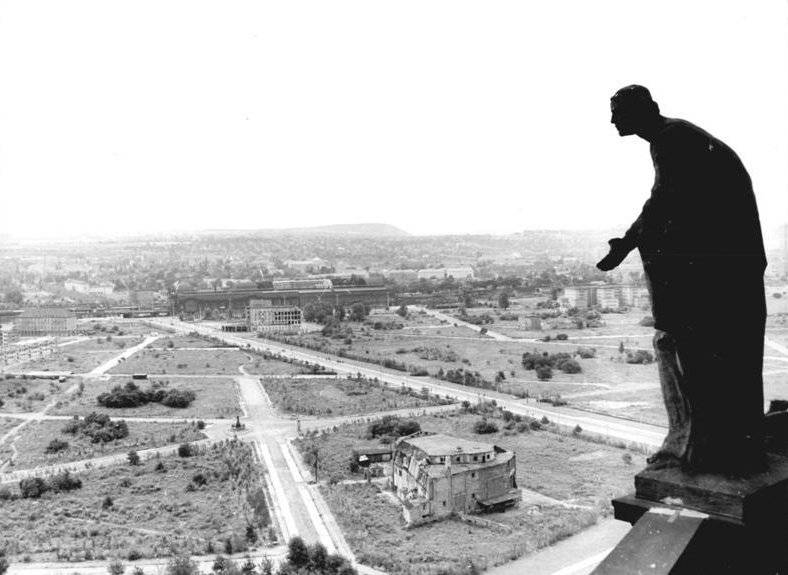
Blick nach Süden auf die zerstörte Innenstadt. In der Bildmitte am linken Rand die Christianstraße.

Die Luftangriffe auf Dresden während des Zweiten Weltkrieges führten zur kompletten Zerstörung dieses Gebiets, wodurch die Neugestaltung und auch die Anlage der Nord-Süd-Verbindung wieder möglich wurde. Die neue Führung in der DDR griff die Ideen der 1930er Jahre wieder auf und initiierte 1952 einen Wettbewerb zur Gestaltung der neuen Straße. Der Siegerentwurf von Wolfgang Rauda sah eine breite Prachtstraße mit bepflanztem Mittelstreifen und einem großen Versammlungsplatz am Pirnaischen Platz vor. Die Bebauung mit großen Häuserblocks sollte bis an den Straßenrand reichen. Doch auch diese Pläne wurden nicht Wirklichkeit, weil in den 1950er Jahren zunächst die Bebauung des Altmarkts und der Ernst-Thälmann-Straße (heutige Wilsdruffer Straße) Vorrang genoss.

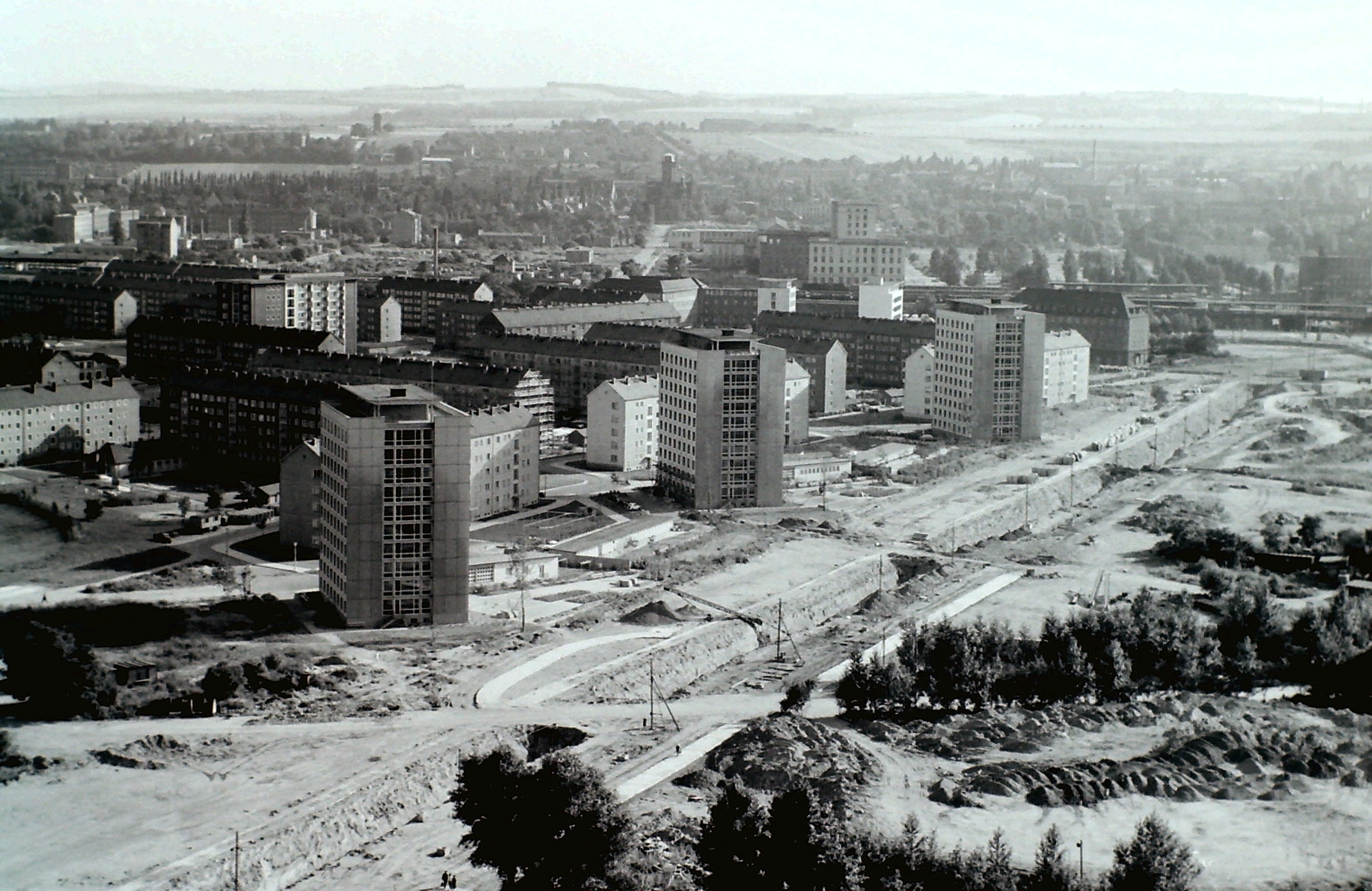
Die drei Studentenwohnheime Mitte der 1960er Jahre, davor die in Entstehung befindliche Straße

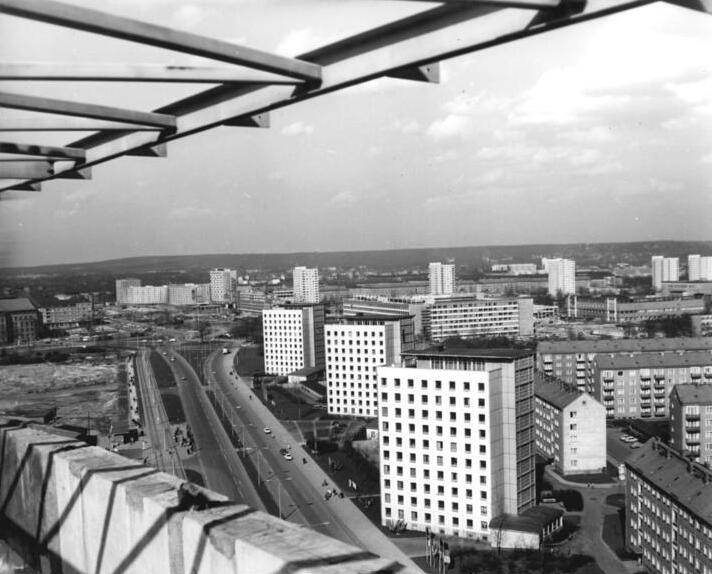
Blick von der Prager Zeile auf die Leningrader Straße in Richtung Norden, Mai 1970

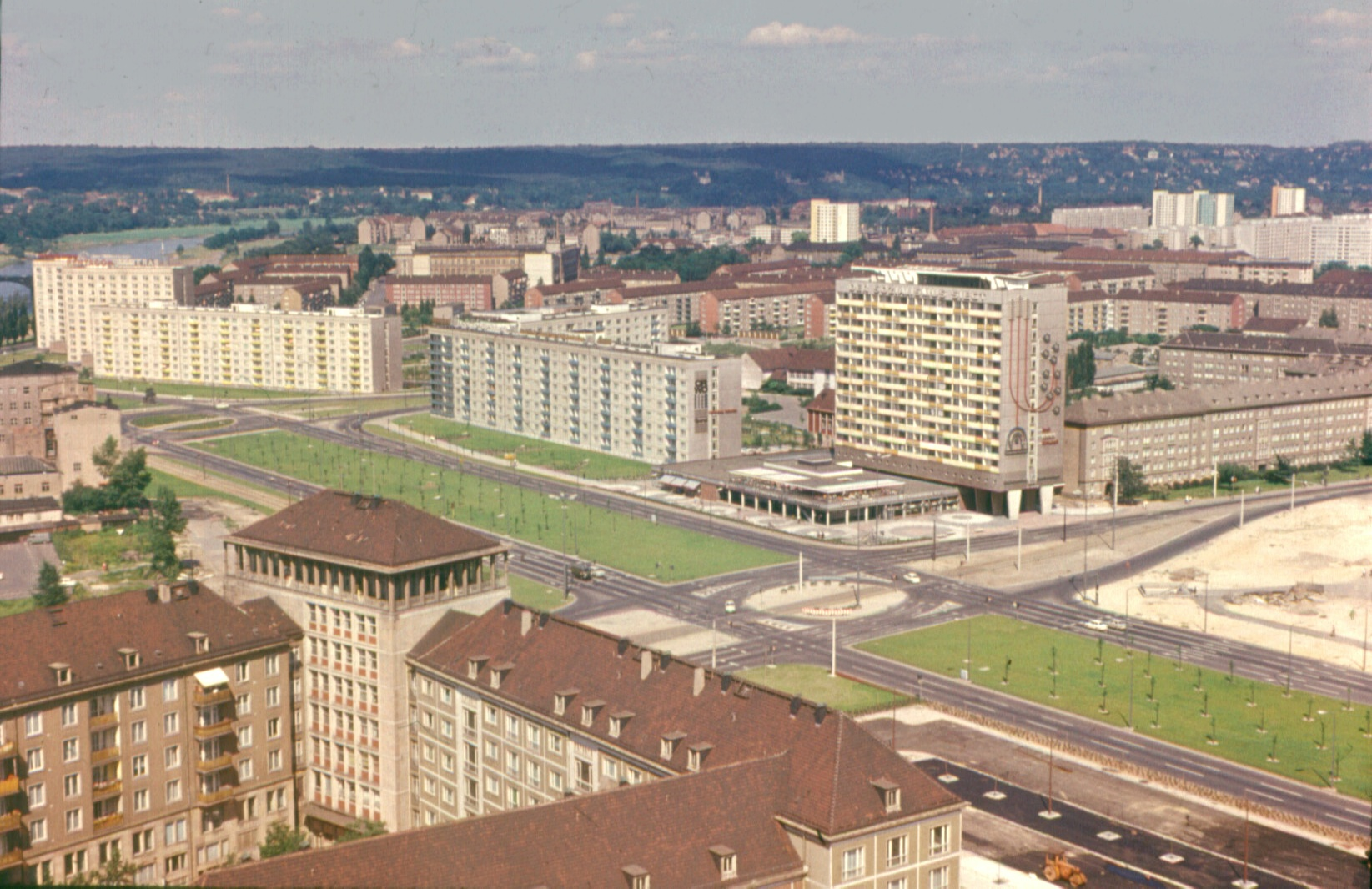
1972: Ansicht von Leningrader Straße, Pirnaischem Platz und Rathenauplatz

Anfang der 1960er Jahre war dann die Errichtung dreier Studentenwohnheime zwischen Hauptbahnhof und Georgplatz die Initialzündung für die weitere Gestaltung der bis dahin brachliegenden Flächen. Die Studentenwohnheime waren bereits vor der Fertigstellung der davor liegenden Straße bezugsreif. Die Querschnitts- und Lageplangestaltung der neuen Verbindung war an die Pläne von Rauda angelehnt, jedoch wurde ein völliger Bruch mit der damals geplanten Bebauung vollzogen. Die drei weitläufig stehenden Hochhäuser standen im deutlichen Gegensatz zu der ursprünglich vorgesehenen geschlossenen Bebauung.
Einher gingen ab 1968 die weiträumige, heutzutage oftmals als überdimensioniert eingeschätzte, und autogerechte Umgestaltung von Georgplatz, Pirnaischem Platz und Rathenauplatz mitsamt den dazwischen liegenden Teilen des alten Rings, die der neuen Verbindung zugeschlagen wurden. Der neugeschaffene südliche Teil erhielt zunächst in Anlehnung an den früheren Verlauf den Namen Christianstraße, wurde aber am 22. April 1970 anlässlich des 100. Geburtstages Lenins und zur Ehrung der Partnerstadt Leningrad in „Leningrader Straße“ umbenannt. Die nördlichen Abschnitte der heutigen St. Petersburger Straße übernahmen diese Bezeichnung anschließend.
Nach 1990 wurde der Rückbenennung Leningrads in St. Petersburg auch in Dresden Rechnung getragen und die Verbindung in St. Petersburger Straße umbenannt, um auch weiterhin an die bestehende Städtepartnerschaft mit der russischen Metropole erinnern zu können.
Neuere städtebauliche Planungen sehen einen teilweisen Rückbau und eine Verdichtung der St. Petersburger Straße vor, um den stadtzerschneidenden Charakter und die verkehrsanziehende Wirkung dieser teils autobahnähnlichen innerstädtischen Straße einzudämmen. Außerdem sollen die großen Plätze entlang der Straße, vor allem der Georgplatz, verkleinert und damit für Verkehrsteilnehmer besser verständlich und wieder als Platz erkennbar werden. Radikale Planungen sahen einen vollständigen Rückbau der Straße zwischen Hauptbahnhof und Georgplatz nach dem Vorbild des Vorkriegsstadtbildes vor.

## Bebauung

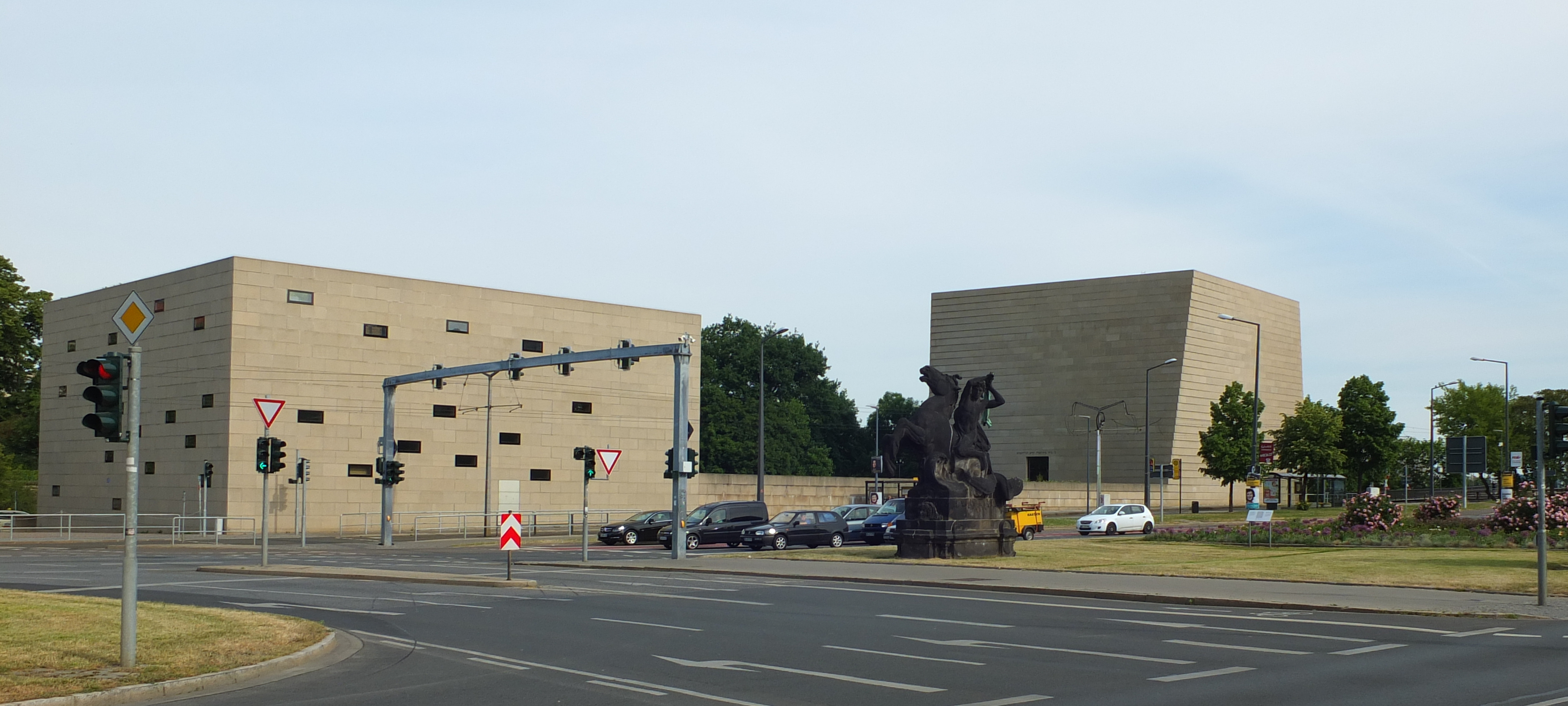
Gemeindezentrum (vorn) und Synagoge vom Rathenauplatz aus gesehen

An der Westseite des Rathenauplatzes, nah am Elbufer gelegen, befindet sich die 2001 eröffnete Neue Synagoge. Sie besteht aus zwei gegenüberliegenden Kuben aus gefärbtem Beton, die an Sandstein erinnern sollen. Die Synagoge ist 24 Meter hoch und leicht in sich gedreht, sodass sie an der Oberkante exakt nach Osten ausgerichtet ist. Im Hof zwischen der eigentlichen Synagoge und dem Gemeindehaus befand sich bis 1938 die während der Novemberpogrome zerstörte Alte Synagoge. Direkt vor dem Bau befindet sich die gleichnamige Haltestelle der Straßenbahn.
Auf der anderen Seite der Akademiestraße steht das Gebäude der ehemaligen Reichsbank, das von 1928 bis 1930 nach Plänen von Heinrich Wolff errichtet wurde. Es bildet den nordöstlichen Abschluss der Altstadt und war bis 2015 Filialsitz der Deutschen Bundesbank.
Zum Pirnaischen Platz hin befindet sich zwischen St. Petersburger Straße und Schießgasse ein Parkplatz für das Polizeipräsidium Dresden. An der südwestlichen Ecke des Platzes befindet sich das Haus Wilsdruffer Straße 3, welches im Übergangsstil zwischen Tradition und Moderne errichtet wurde. Auf der östlichen Straßenseite stehen zwischen Carolabrücke und Pirnaischem Platz große Wohnblocks in Plattenbauweise. Der erste Block zwischen Terrassenufer und Pillnitzer Straße liegt etwas ab von der Straße, davor befindet sich eine Grünfläche. Zwischen Rathenau- und Pirnaischem Platz steht ein weiterer langer Achtgeschosser, der als „Carolinum“ beworben wird.

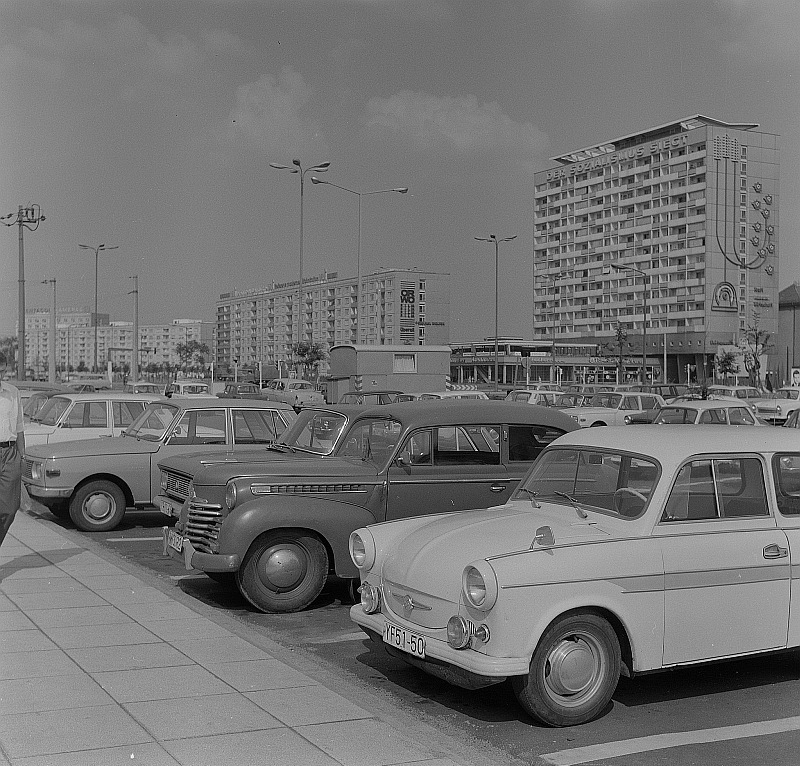
Das Hochhaus Grunaer Straße 5 um 1970 mit dem Schriftzug.

Das markanteste Gebäude am Pirnaischen Platz ist das an der Nordostecke stehende Hochhaus Grunaer Straße 5, bestehend aus einem vierzehngeschossigen Wohnhochhaus und einem zweigeschossigen vorgelagerten Flachbau. Das Hochhaus wurde von 1964 bis 1966, der Flachbau nach 1970 errichtet. Von 1968 bis 1987 prangte am Hochhaus der Schriftzug „DER SOZIALISMUS SIEGT“.

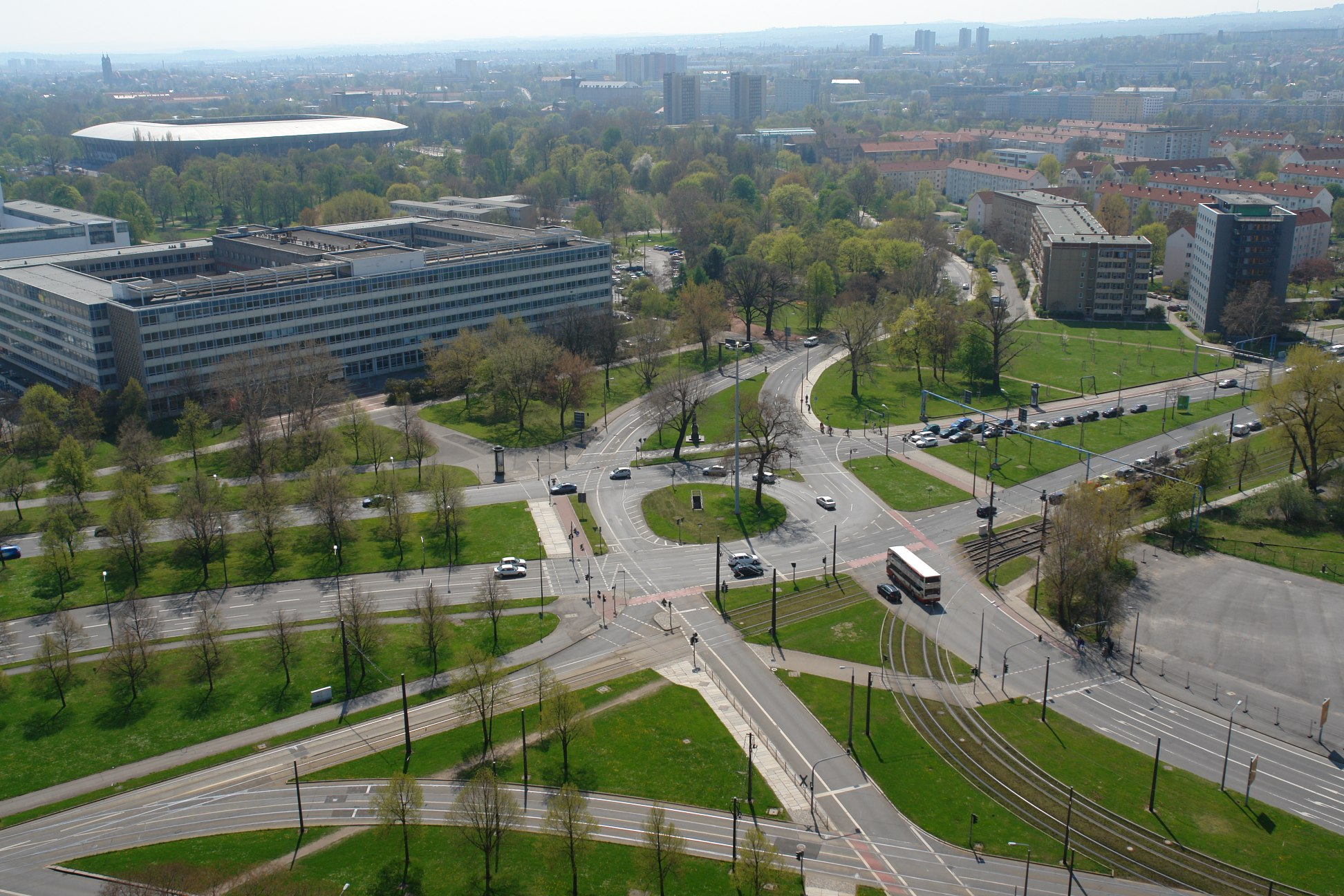
Der Georgplatz in Dresden mit dem inzwischen abgerissenen Atrium I des Robotron-Geländes, 2010

Die Ostseite der St. Petersburger Straße war zwischen Pirnaischem Platz und Georgplatz lange durch die Bürogebäude auf dem Robotron-Gelände geprägt. Der VEB Robotron-Meßelektronik „Otto Schön“ Dresden hatte hier Verwaltungs-, Forschungs- und Sozialbauten. Während das am Pirnaischen Platz stehende ehemalige Verwaltungsgebäude erhalten bleibt, wird seit 2016 auf dem übrigen Areal großflächig abgerissen mit der Zielstellung, dort neue Stadtviertel mit Wohn- und Geschäftshäusern unter der Vermarkungsbezeichnung „Lingnerstadt“ errichten zu können.
Zwischen Pirnaischem Platz und Georgplatz ist die Westseite der St. Petersburger Straße nicht direkt bebaut. Sie beginnt erst wieder an der Ringstraße, die in diesem Abschnitt mit einigen Metern Abstand parallel verläuft. Dazwischen befindet sich an der Straßenbahnhaltestelle ein Parkplatz, ab der Einmündung der Kreuzstraße beginnt dann der Georgplatz mit weitläufigen Grünflächen zwischen den einzelnen Fahrbahnen. An der Nordseite des Platzes liegt das Neue Rathaus, der heutige Sitz der Stadtverwaltung, mit dem 100 Meter hohen Rathausturm. Der Ferdinandplatz an der Westseite gehört zu den größten noch unbebauten Flächen in der Dresdner Innenstadt und ist derzeit ein Parkplatz.

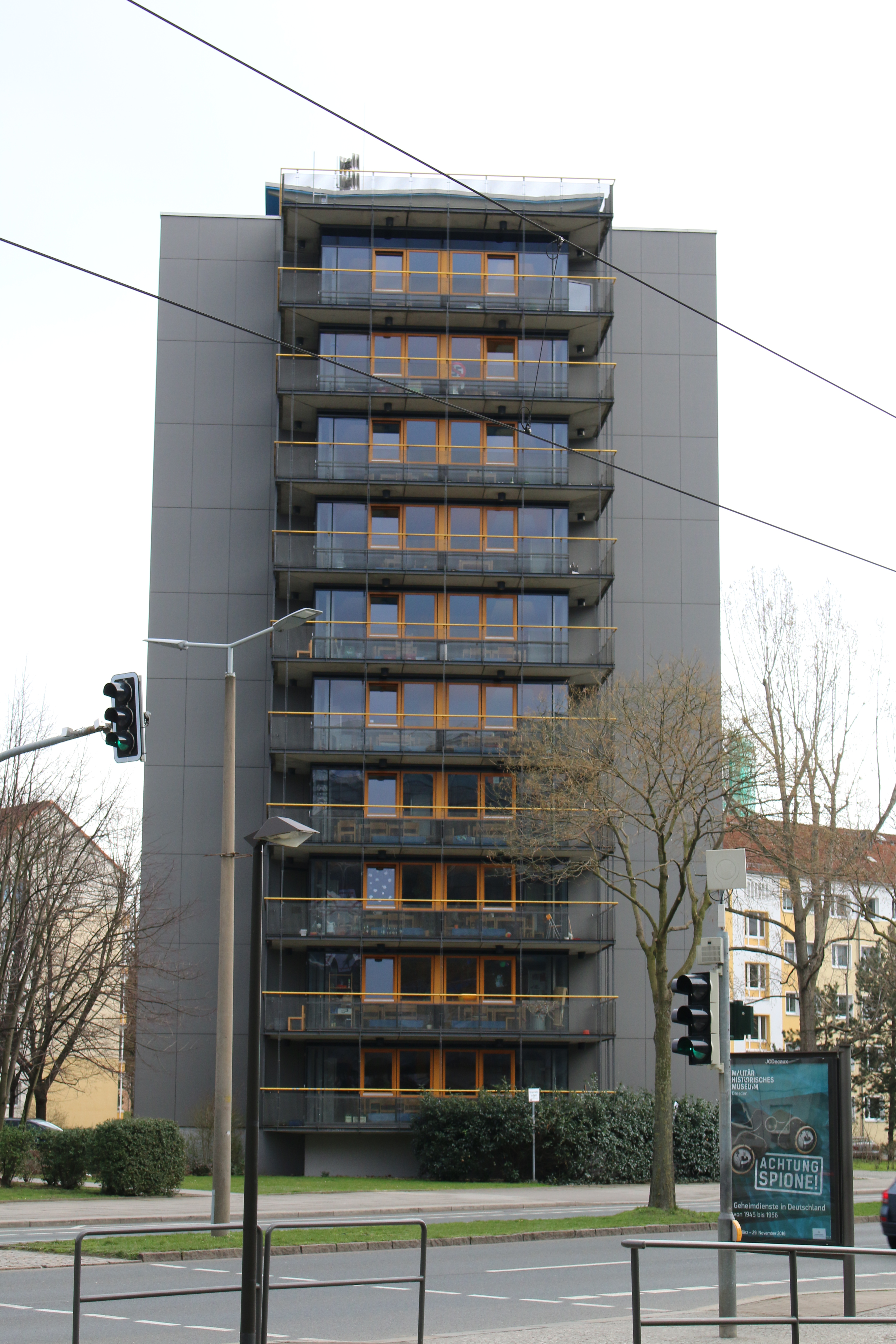
Studentenwohnheim Nr. 29

Südlich des Georgplatzes wird die Bebauung an der St. Petersburger Straße wieder dichter, auf der Ostseite befinden sich von hier bis zur Sidonienstraße die denkmalgeschützten Studentenwohnheime St. Petersburger Straße. Die drei Zehngeschosser wurden 2001 saniert. Im Keller des Gebäudes Nr. 21 befindet sich der Studentenclub Aquarium. Etwas zurückgesetzt von den Hochhäusern befinden sich flachere Riegel mit schräg geneigten Dächern, die aber schon zu den dahinter liegenden Wohngebietsstraßen gehören.

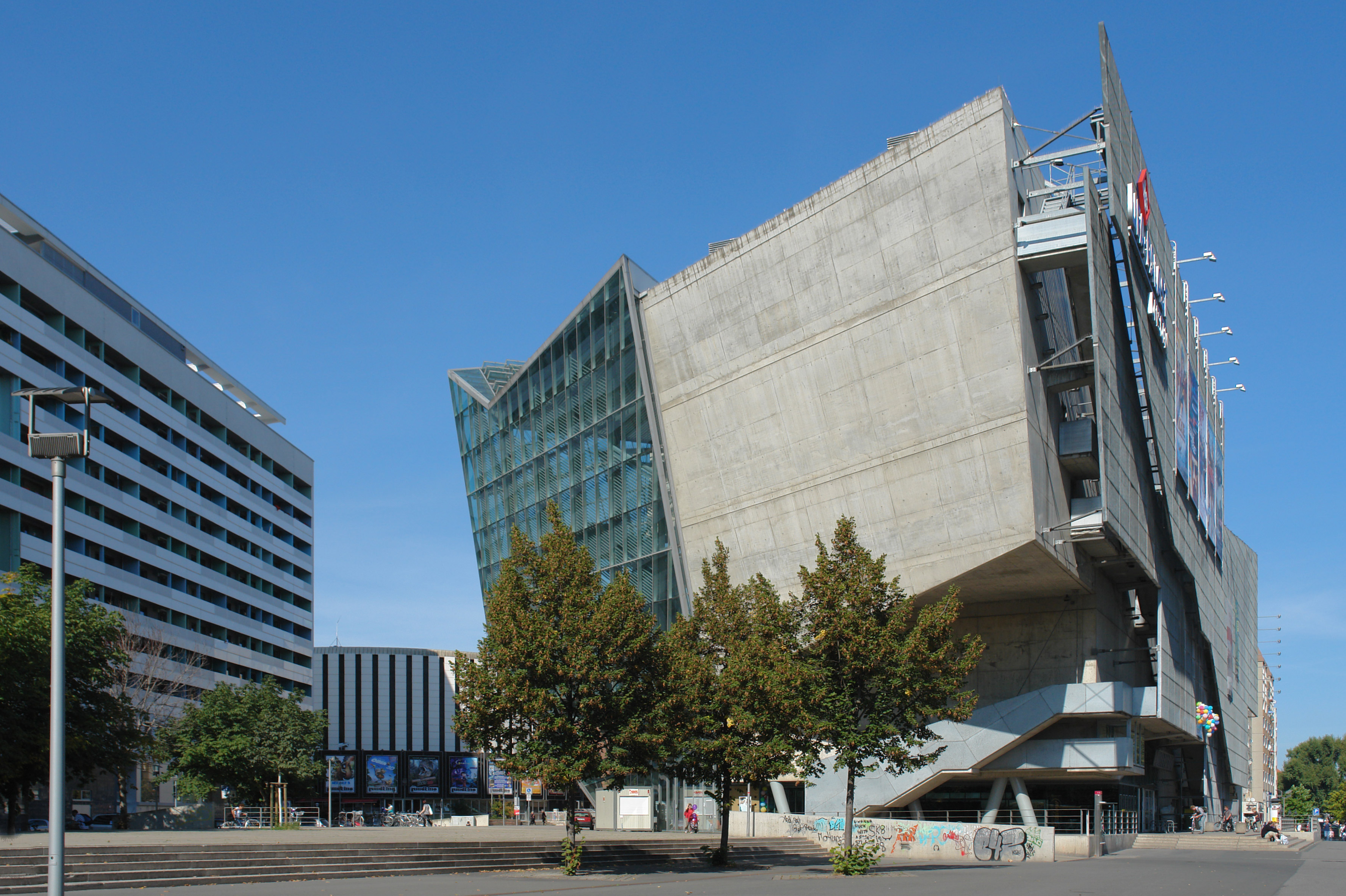
Prager Zeile (links), Rundkino (hinten) und Ufa-Kristallpalast von Süden aus gesehen

Auf der gegenüberliegenden Straßenseite waren das 1972 eröffnete Rundkino und das 240 Meter lange und 12 Stockwerke hohe Wohngebäude Prager Zeile bis in den 1980er Jahren die einzigen Gebäude. Die entstandene Ecke zwischen Ferdinandplatz und der Leningrader Straße wurde dann mit einem Wohn- und Geschäftsblock in Plattenbauweise, allerdings mit aufwendigerer Fassadengestaltung, bebaut. Seit der Fertigstellung des Ufa-Kristallpalastes direkt vor der Haltestelle Walpurgisstraße im Jahr 1998 sind sowohl das Rundkino als auch ein Ende der Prager Zeile von der Straßenansicht aus verdeckt. Der dekonstruktivistische Kristallpalast steht in deutlichem Gegensatz zu der klaren Fassadengestaltung der Bauten aus DDR-Zeit. Da die Prager Zeile parallel zur Prager Straße gebaut ist, verläuft die Gebäudefront spitz zur St. Petersburger Straße hin. An der Stelle, an der die Prager Zeile fast die Straßenkante berührt, schließt sich mit etwas Abstand das Hotel Pullman Dresden Newa mit 15 Stockwerken an. Bevor der Wiener Platz weiter bebaut wurde, war dieses Hochhaus der Abschluss der Prager Straße und gleichzeitig das erste Gebäude an der Westseite der St. Petersburger Straße.
Vor dem Hotel entstand bis 2006 die „Prager Spitze“, ein Geschäftshaus mit Glasfassade zwischen Wiener Platz und St. Petersburger Straße. Davor befindet sich die Haltestelle Hauptbahnhof Nord, die über einen Durchgang der Prager Spitze auch vom Wiener Platz zu erreichen ist.

## Verkehr

### Individualverkehr

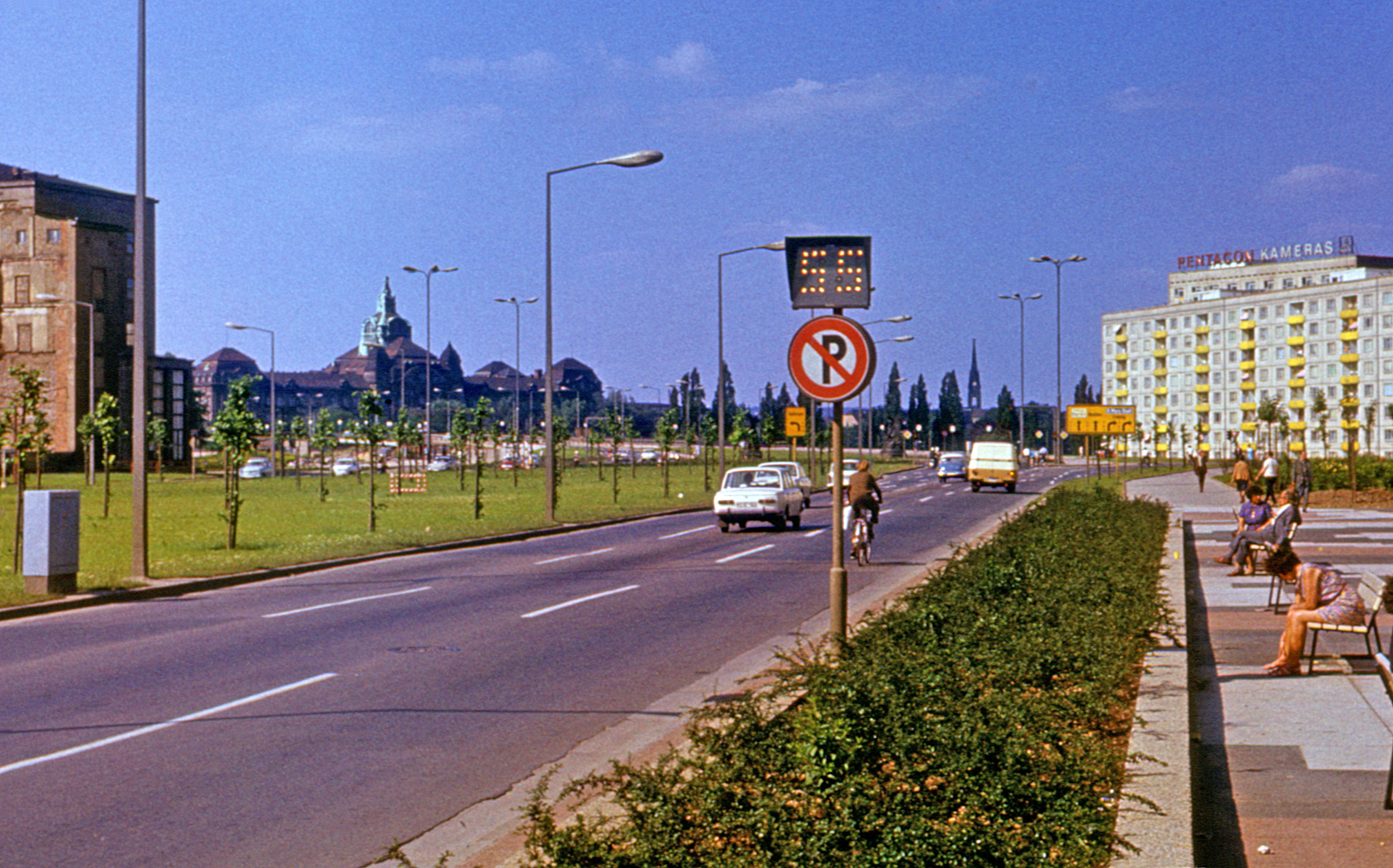
Geschwindigkeitssignal an der St. Petersburger Straße in Richtung Rathenauplatz, Juni 1972

Die Dr.-Rudolf-Friedrichs-Brücke (ab 1990 Carolabrücke) wurde im Juli 1971 freigegeben und man rechnete mit einem hohen Verkehrsaufkommen auf der Leningrader Straße (ab 1990 St. Petersburger Straße). Um einen zügigen Verkehrsfluss zu erreichen, wurden Geschwindigkeitssignale installiert. Bei Einhaltung der angezeigten Geschwindigkeit konnte die folgende Ampelkreuzung in der Regel ohne Halt passiert werden.

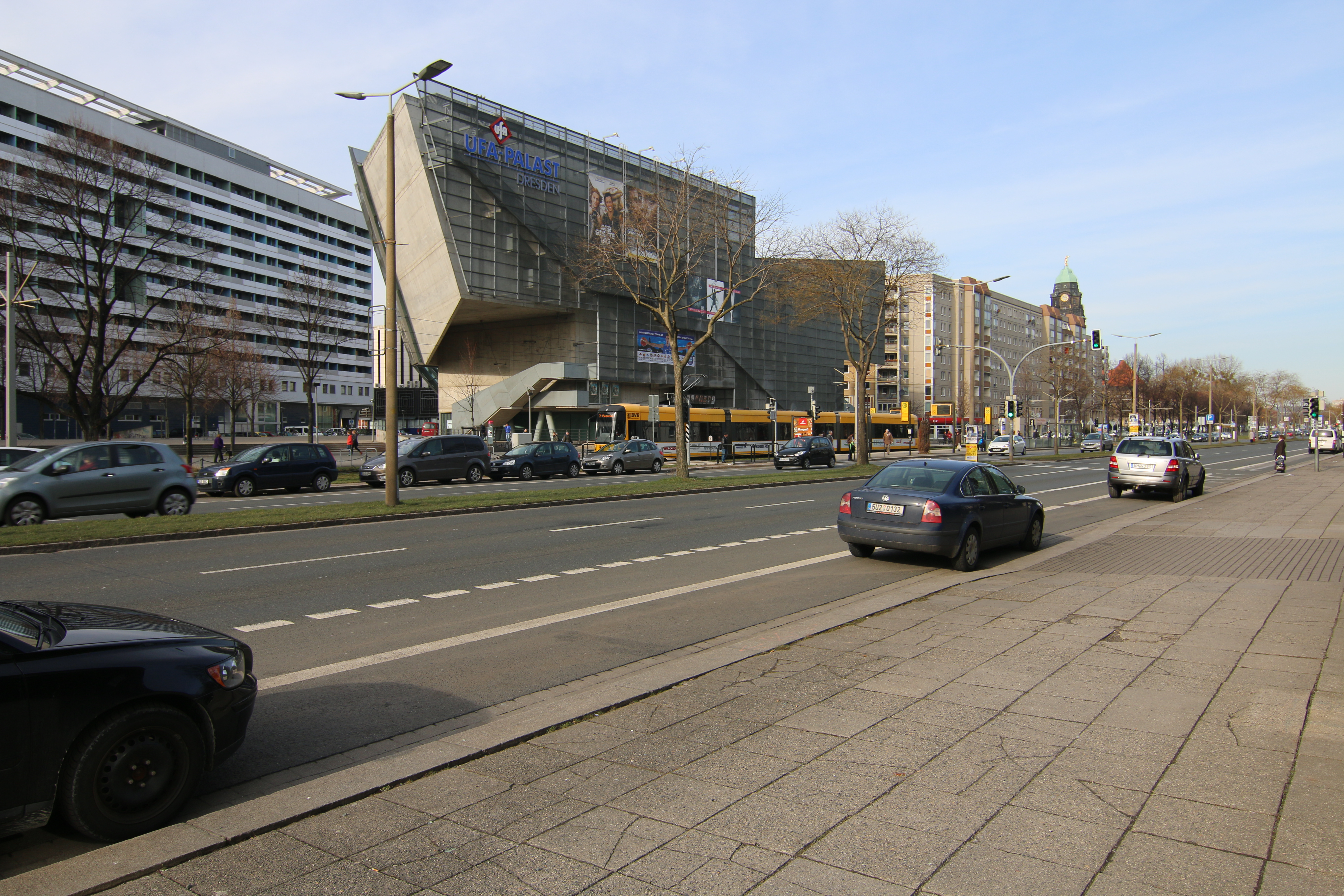
Verkehr und parkende Autos vor dem Ufa-Kristallpalast

Die St. Petersburger Straße gehört vor allem in ihrem nördlichen Abschnitt zu den Dresdner Straßen mit dem höchsten täglichen Aufkommen an Kraftfahrzeugen. Sie ist durchgängig zweibahnig-vierstreifig ausgebaut, an den Knotenpunkten gibt es teilweise vier oder fünf Fahrstreifen in einer Fahrtrichtung. Zusätzlich verlaufen in beiden Richtungen Radfahrstreifen.
Richtige Kreuzungen gibt es entlang der St. Petersburger Straße nur an den drei großen Plätzen (Rathenau-, Pirnaischer, Georgplatz). Eine Ausnahme bildet die Sidonienstraße, die zur Anbindung an den Tunnel Wiener Platz an beide Richtungsfahrbahnen der St. Petersburger Straße angeschlossen ist. Einmündungen bzw. Abzweige von einer Fahrbahn nach rechts gibt es auch nur wenige. Diese führen dann teilweise als schmalere Erschließungsstraßen parallel zu den Hauptfahrbahnen und ermöglichen Anlieferungen, die Einfahrt in Tiefgaragen oder Zugang zu den Wohngebäuden.
Der Anteil des Schwerlastverkehrs am Kraftfahrzeugaufkommen liegt auf der gesamten St. Petersburger Straße bei rund drei bis sechs Prozent. Folgende Tabelle zeigt das Aufkommen an Kraftfahrzeugen entlang der St. Petersburger Straße in den jeweiligen Abschnitten nach den Angaben der Dresdner Verkehrsmengenkarte 2018:
| Von                      | Bis                      | Hin    | Rück   | Gesamt |
| ------------------------ | ------------------------ | ------ | ------ | ------ |
| Carolabrücke             | Rathenauplatz            | 24.300 | 23.400 | 47.700 |
| Rathenauplatz            | Pirnaischer Platz        | –      | 21.600 | –      |
| Pirnaischer Platz        | Kreuzstraße/Lingnerallee | 20.500 | 19.900 | 40.400 |
| Kreuzstraße/Lingnerallee | Georgplatz               | 16.200 | 21.400 | 37.600 |
| Georgplatz               | Rundkino                 | 13.700 | 11.800 | 25.300 |
| Rundkino                 | Pullman-Hotel            | 12.900 | 11.500 | 24.400 |
| Pullman-Hotel            | Sidonienstraße           | 13.700 | 11.800 | 25.500 |
| Sidonienstraße           | Wiener Platz             | 12.000 | 14.500 | 26.500 |

Auf der gesamten St. Petersburger Straße gibt es beidseitig abmarkierte Radstreifen auf der Fahrbahn. Für Fußgänger und Radfahrer gibt es auch abseits der großen Plätze ampelgeregelte Überquerungen der Straße, um beispielsweise den Zugang zu den Haltestellen des öffentlichen Verkehrs zu gewährleisten.

### Öffentlicher Verkehr
Im Netz der Dresdner Straßenbahn ist die Strecke entlang der St. Petersburger Straße eine der meistbefahrenen Abschnitte. Der Gleiskörper befindet sich zwischen Carolabrücke und Hauptbahnhof komplett am der Innenstadt zugewandten Straßenrand.
Die Dresdner Verkehrsbetriebe bedienen die vier Haltestellen Hauptbahnhof Nord, Walpurgisstraße, Pirnaischer Platz und Synagoge, die allesamt ein hohes Fahrgastaufkommen aufweisen. Die Haltestelle Hauptbahnhof Nord hat zusammen mit der Haltestelle Hauptbahnhof am Wiener Platz das höchste Fahrgastaufkommen (56.504) in Dresden. Auch die Haltestelle Walpurgisstraße (12.020) befindet sich unter den 25 Stationen mit den höchsten Fahrgastzahlen (Datenstand 2015, Fahrgastzahlen am Werktag).
Zwischen Wiener Platz und Georgplatz verkehren die Straßenbahnlinien 3, 7, 9 und 11. Zwischen Georg- und Pirnaischem Platz wird die St. Petersburger Straße von der Linie 12 sowie der Buslinie 62 befahren. Ab dem Pirnaischen Platz verläuft dann noch die Linie 62 bis auf die Pillnitzer Straße. Ab dem Pirnaischen Platz südwärts gibt es außerdem Anschluss an das Regionalbusnetz der Regionalverkehr Sächsische Schweiz-Osterzgebirge GmbH und der Verkehrsgesellschaft Meißen.

## Galerie

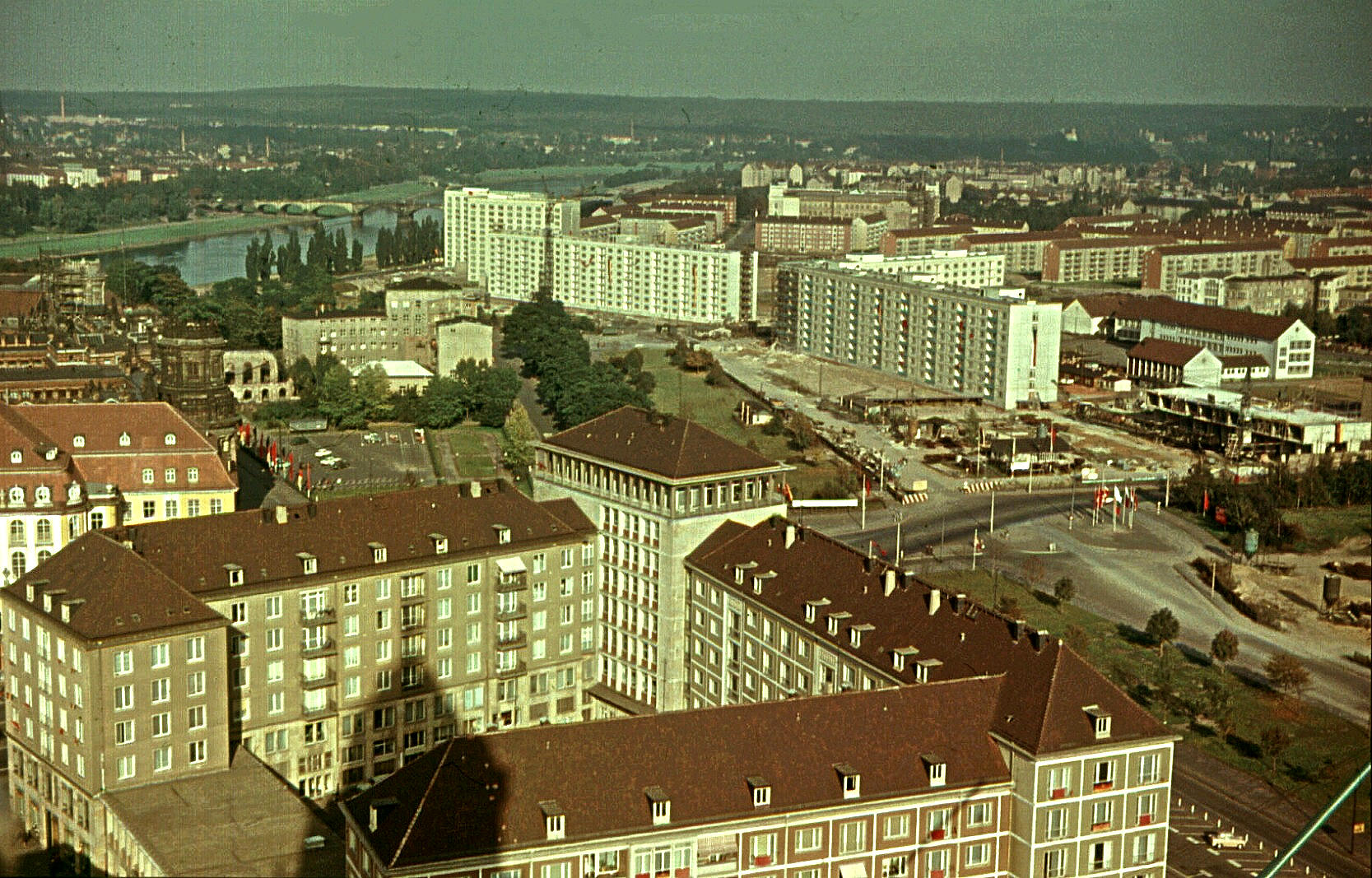
1961: der Pirnaische Platz und das Nordende der späteren Leningrader Straße; das Hochhaus ist in Bau, die Wohnblocks sind fertiggestellt, die Dr.-Rudolf-Friedrichs-Brücke (Carolabrücke) wurde erst ab 1967 wiederaufgebaut.
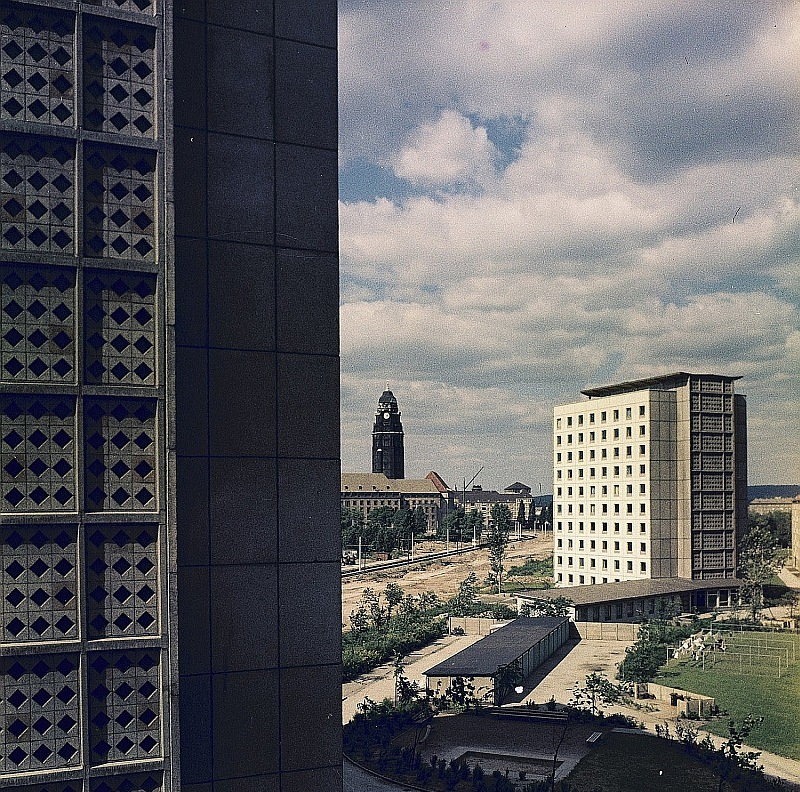
Die Studentenwohnheime, der Rathausturm und die in Bau befindliche Straße, um 1963
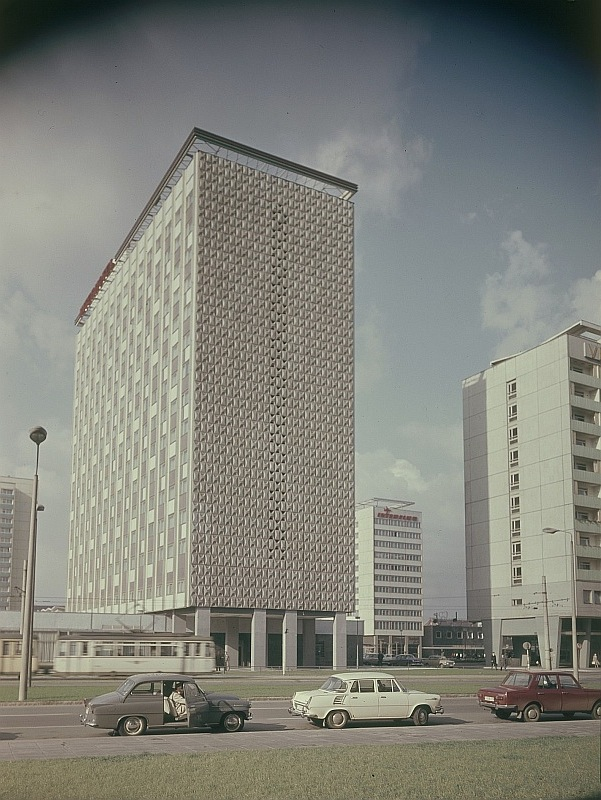
Ansicht des Interhotels Newa (heute Pullman) von der Leningrader Straße aus, nach 1965
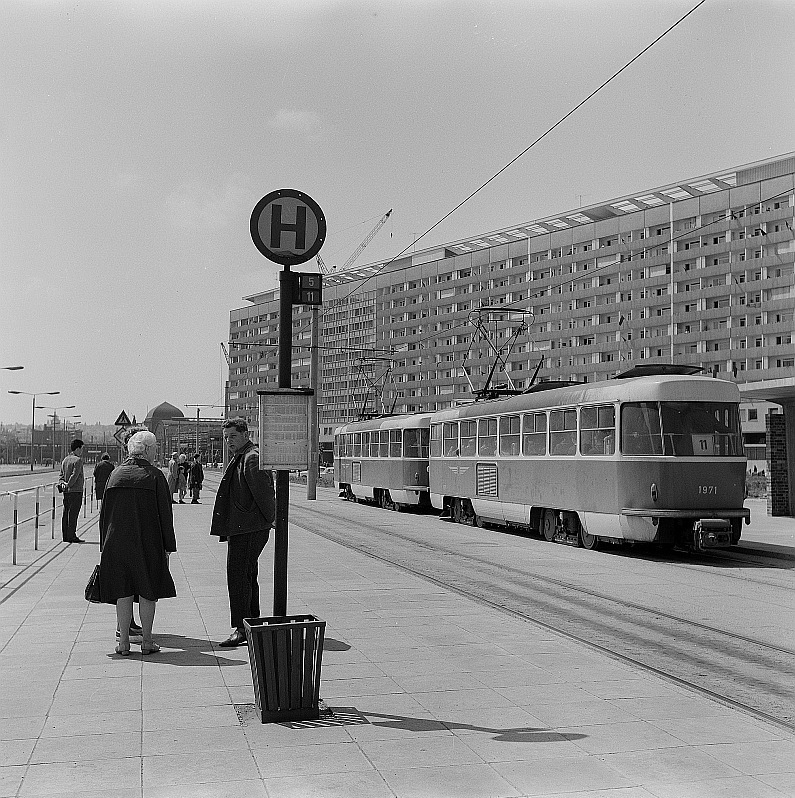
Eine Tatra-Straßenbahn vor der Prager Zeile, 1968
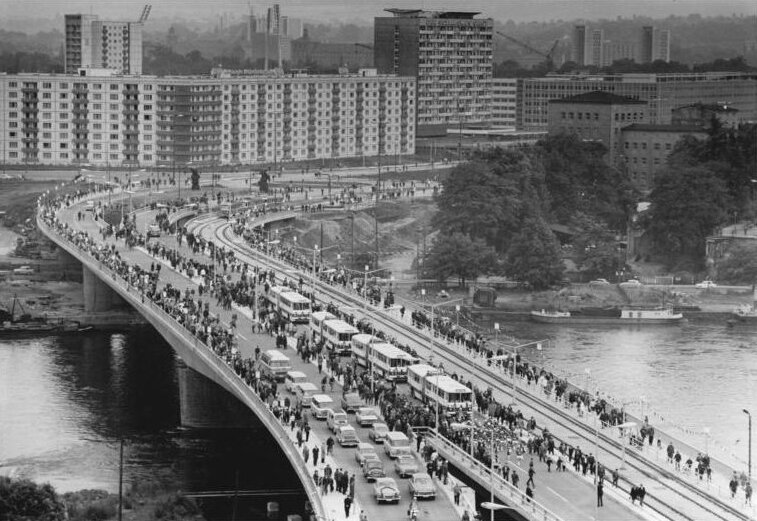
Festakt zur Eröffnung der Dr.-Rudolf-Friedrichs-Brücke, Beginn der Leningrader Straße, Blick zum Pirnaischen Platz
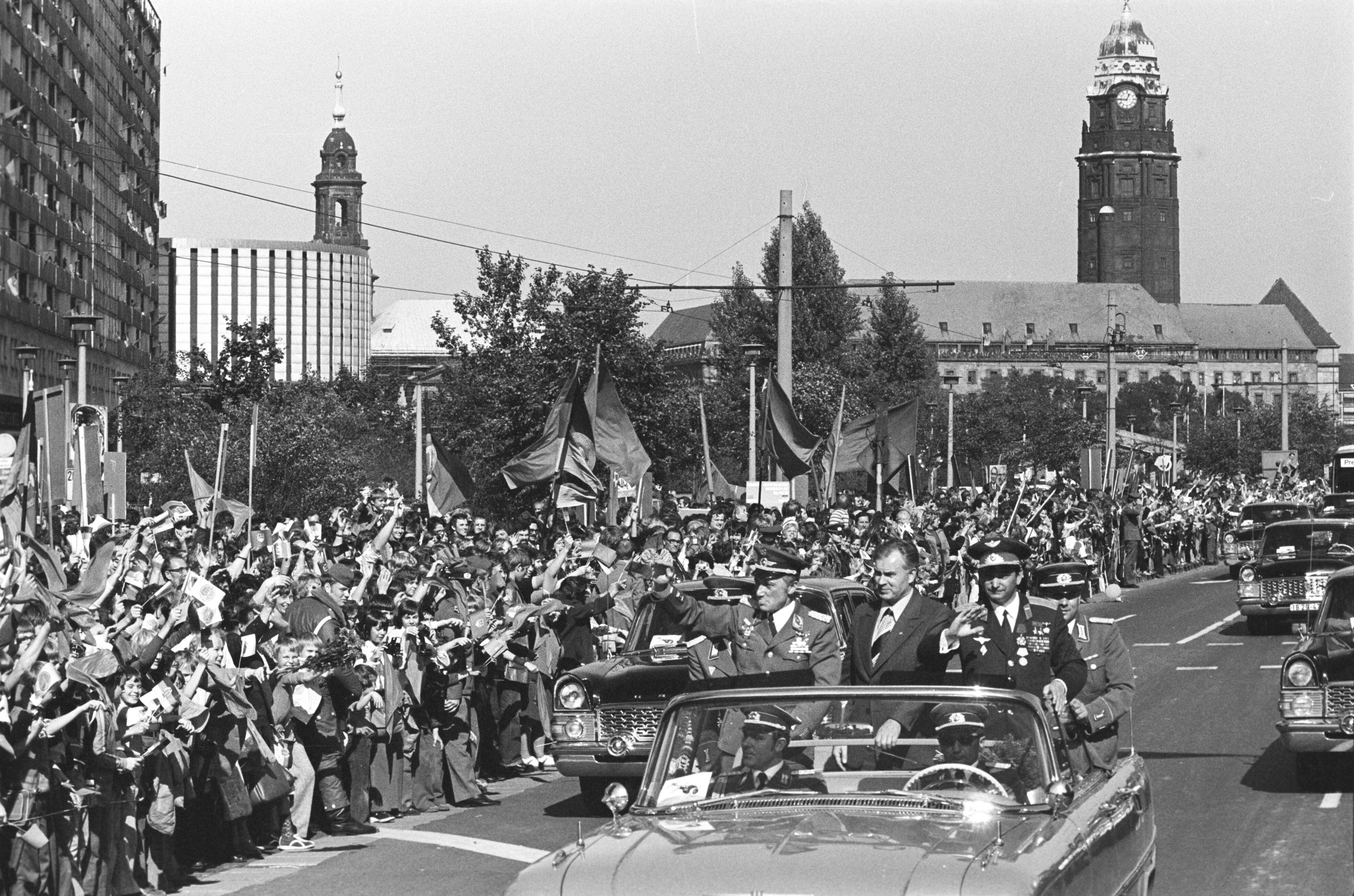
Parade zu Ehren der Kosmonauten Sigmund Jähn und Waleri Bykowski auf der Leningrader Straße am 25. September 1978
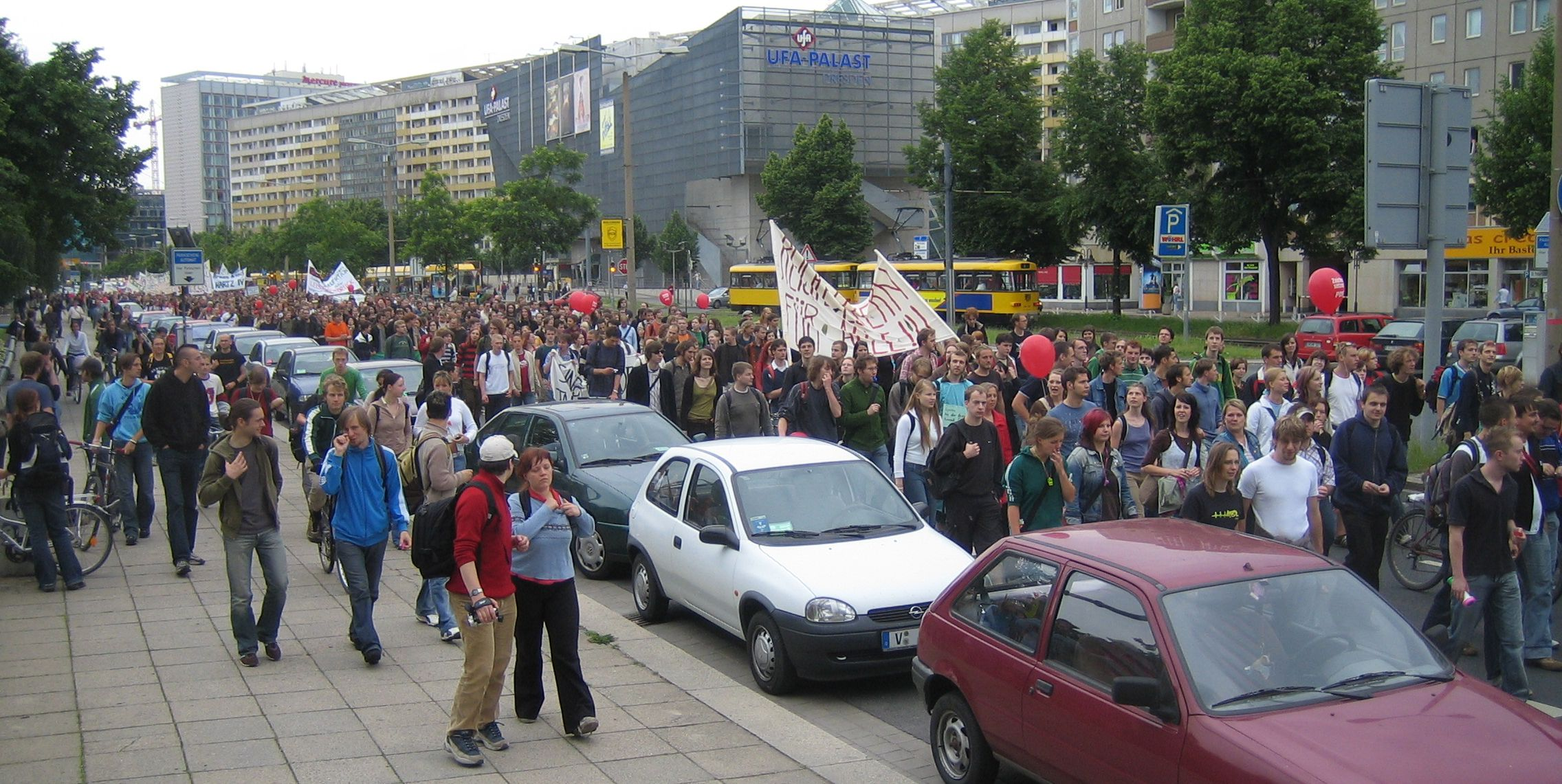
Demonstration gegen Studiengebühren auf der St. Petersburger Straße im Jahr 2005
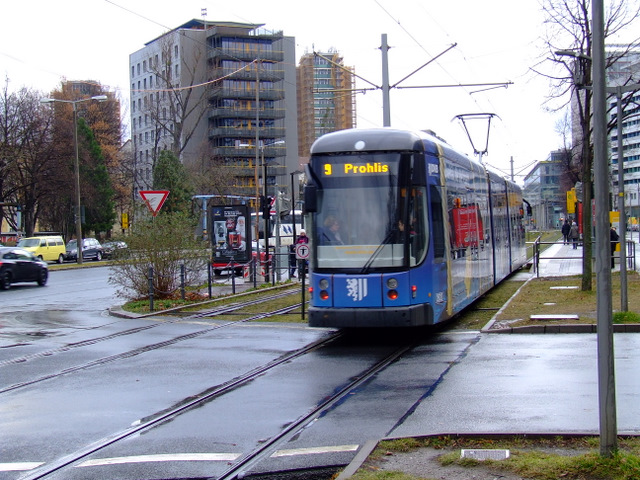
Eine Niederflur-Straßenbahn der Linie 9 an der Haltestelle Walpurgisstraße, 2011